# Palácio da Cidade (Teresina)
O Palácio da Cidade de Teresina é um palácio onde, desde 1984, funciona a sede da Prefeitura, de Teresina, capital do estado brasileiro do Piauí.

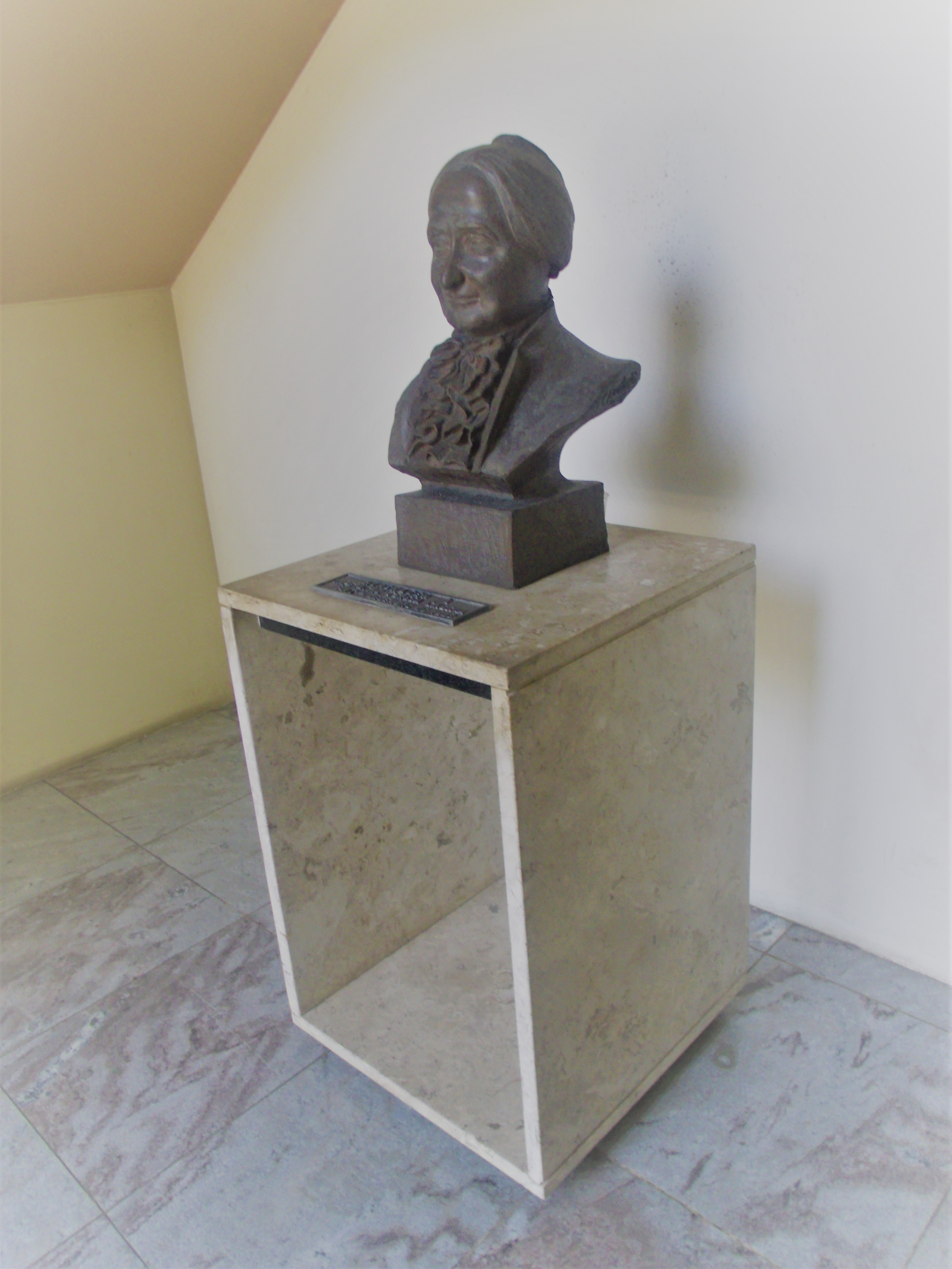
Busto da Imperatriz Teresa Cristina, que dá nome à Teresina.

## História

Vista da edificação em 1934 (Imagem: Almanaque da Parnaíba, 1934).

Trata-se de uma das mais antigas edificações da cidade, onde antigamente funcionava a Escola Normal do Piauí. A sua construção foi iniciada em 1920 e concluída em 1924 . De inspiração Greco-Romana, é um belo edifício neoclássico com escadarias e luminárias em sua entrada, cuja fachada exibe uma balaustrada superior e colunas Jônicas, com balaústres também em suas janelas.
O edifício é ricamente ornamentado, tendo sido reformado em 1984 pelo arquiteto Acácio Gil Borsoi para abrigar a Prefeitura Municipal.
Hoje, além de abrigar a Prefeitura Municipal sedia algumas das secretarias municipais, transformadas recentemente em Superintendências de Desenvolvimento Urbano e é o lugar das discussões referentes à cidade. Tem um espaço aberto para a exposição permanente de artes plásticas. Localiza-se no centro de Teresina, próximo à Igreja do Amparo, ao norte do cais do Rio Parnaíba e ao lado da Praça da Bandeira.